# Morrenia intermedia
Morrenia intermedia là một loài thực vật có hoa trong họ La bố ma. Loài này được T. Mey. mô tả khoa học đầu tiên năm 1950.